# Атропатиди
Атропатидите (Atropatidi, на старогръцки: Ατροπατης, древен персийски: Atarepata; на латински: Atropates, Atrapes, Aturpat) са владетелска династия на Атропатена.
Династията е създадена през 4/3 век пр.н.е. от Атропат, който при Дарий III е сатрап на Медия.
Династията управлява 3 века.

## Царе
- Атропат (323–ок. 300 пр.н.е.)
- Артавазд I също Artabazanes, (ок. 270–сл. 220 пр.н.е.)
- Митрадат, (пр. 85–ok. 66 пр.н.е.)
- Дарей (ок. 66/65 пр.н.е.)
- Ариобарзан I (ок. 65–? пр.н.е.)
- Артавазд II (пр. 36–ок. 31 пр.н.е.)
- Ариобарзан II (20–ок. 6 пр.н.е.)

Последвани са от Арсакидите.